# 押川剛
押川 剛（おしかわ たけし、1968年 - ）は、日本のノンフィクション作家で、社会福祉法人の理事長。

## 概要
福岡県北九州市生まれ。私立常磐高等学校卒業、専修大学商学部中退。大学在学中に警備業のアルバイト経験を活かして、1992年、神奈川県川崎市にて個人事業主としてトキワ警備（現・トキワ精神保健事務所）を創業。会社設立当初は、交通誘導や身辺警護等を行っていたが、従業員の一人が精神疾患を発症したことをきっかけに1996年より精神障害者移送サービスを開始し、強制拘束を否定した対話と説得によって患者を医療につなげるスタイルを確立していく。
1999年には全国万引き防止協会を設立し、自ら会長をつとめて青少年の育成および非行防止に尽力し、2001年には「子供部屋に入れない親たち」を上梓。2002年には、北九州市内に若者の自立・更生支援施設「本気塾」を設立し、2015年には『「子供を殺してください」という親たち』を出版。2017年には、月刊コミック＠バンチにて『「子供を殺してください」という親たち』を原作とした漫画連載が始まる。

### 略歴
1968年   福岡県北九州市生まれ
1992年　専修大学商学部中退　トキワ警備創業
1996年　説得による「精神障害者移送サービス」を創始
2001年　「子供部屋に入れない親たち」出版
2002年　北九州市内に若者の自立・更生支援施設「本気塾」設立
2015年　『「子供を殺してください」という親たち』出版
2017年　月刊コミック＠パンチで『「子供を殺してください」という親たち』連載開始
2023年　北九州市立大学法学部法律学科を卒業したほか、くらげパンチで「それでも、親を愛する親たち」連載開始
2024年　社会福祉法人高塔会の理事長に就任

## 人物
母子家庭に生まれ育ち、母親の影響を強く受けて育つようになる。テレビや漫画はほとんど見ず、早くから本に親しんでいた。小学校にあがると、身体が小さかったためにいじめの対象になる。小学校6年から剣道を習いはじめていく。

## 活動概要
- 日本テレビ「真相報道バンキシャ」2009年3月8日、押川剛が創設した「本気塾」の特集が放送された。
- 警察大学校にて2014年4月16日、「これからの精神保険分野における警察対応について」について講演した[1]。
- TBS「水トク！」2015年7月15日、「THE説得」（押川剛への密着番組）が放送された。
- NHK「おはよう日本」の2017年9月22日「けさのクローズアップ」（精神疾患、孤立する患者と家族）に出演した[1]。
- 押川剛新理事長は2025年2月28日、民間業者と不適切な関係を持ち、高塔会に損害を与えたとして、同法人の元理事長及び元施設長を被告とする民事訴訟（損害賠償請求の第1弾）を提起した[7]。

## 著書
- 新潮文庫　「子供を殺してください」という親たち　新潮社　2015年7月　ISBN　9784101267616
- 新潮文庫　子供の死を祈る親たち　新潮社　2017年3月　ISBN　 9784101267623
- 子供部屋に入れない親たち―精神障害者の移送現場から　幻冬舎　2001年2月　ISBN　9784344000537
- なんで隠すの？―コトバとカラダが伝える性　ゆびさし　2002年6月　ISBN　9784795838024
- 「愛」というとるが―ひとは家族愛・友人愛・異性愛で生きられる　岩崎書店　2003年5月　ISBN　9784265801206
- 心配はいらない、必ず生きる道はある―精神疾患に対処できる本　新潮社　2003年7月　ISBN　9784104613014
- セックス依存症だった私　新潮社　2005年9月　ISBN　9784104613021
- 10代の子どもと対話できる本―思春期のサインにあわてないお母さんへの処方箋70　ゆびさし　2003年6月　ISBN　9784795840126